# Dichetophora japonica
Dichetophora japonica är en tvåvingeart som beskrevs av Masahiro Sueyoshi 2001. Dichetophora japonica ingår i släktet Dichetophora och familjen kärrflugor. Inga underarter finns listade i Catalogue of Life.